# Speleophria nullarborensis
Speleophria nullarborensis is een eenoogkreeftjessoort uit de familie van de Speleophriidae. De wetenschappelijke naam van de soort is voor het eerst geldig gepubliceerd in 2009 door Karanovic & Eberhard.